# اس‌اس بروژ
اس‌اس بروژ (به انگلیسی: SS Bruges) یک کشتی بود که طول آن ۱۲۲٫۱۹ متر (۴۰۰ فوت ۱۱ اینچ) بود. این کشتی در سال ۱۹۰۴ ساخته شد.